# Basilique Saint-Martin de Rome (rione Monti)
Pour les articles homonymes, voir Basilique Saint-Martin, Basilica San Martino et Saint-Martin.
La basilique Saint-Martin de Rome (rione Monti) (en italien : basilica San Martino ai Monti également appelée basilica Santi Silvestro e Martino ai Monti - Titolo Equizio) est une basilique mineure située dans le rione Monti à Rome, en Italie. D'abord oratoire au IVe siècle, l'édifice religieux est agrandi en église en 500, reconstruite aux VIIIe et IXe siècles.

## Généralités
La basilique est le siège du titre cardinalice Santi Silvestro e Martino ai Monti établi dès 314 sous le nom d' Equitii avant d'adopter sa dénomination actuelle.
La Basilique San Martino ai Monti est une église station du Carême à Rome.

## Historique
La basilique est fondée par le pape Sylvestre Ier, sur un terrain offert par un membre de la famille Equizi (d'où le nom de Titulus Equitii) au cours du IVe siècle. Au début, il s'agit d'un oratoire consacré à tous les martyrs.
Cet oratoire est connu en raison d'une réunion préparatoire pour le Premier concile de Nicée qui s'y déroule en l'an 324. L'actuelle église de San Martino ai Monti remonte à l'époque carolingienne, VIIIe siècle et IXe siècle, mais une salle hypostyle du IIIe siècle est située sous cet oratoire (à côté de la future église). Cela conduit certains chercheurs à l'identifier comme étant le Equitii Titulus, mais selon Brandebourg Hugo « il est très peu probable que cela puisse avoir servi de lieu de culte pour une quelconque communauté et sa liturgie : le but initial de cette salle, assez modeste, était sans doute de servir d'espace de stockage à des fins commerciales ».
En l'an 500, l'église est reconstruite et dédiée aux saints Martin de Tours et Sylvestre Ier par le pape Symmaque. À cette occasion, l'église est élevée et le premier oratoire devient souterrain.

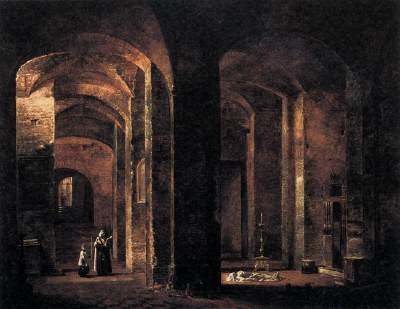
La crypte San Martino ai Monti, de François Marius Granet (1806).

Elle est reconstruite par Adrien Ier en 772 puis par Serge II en 845. La structure de la basilique actuelle est celle de l'ancienne église et de nombreuses pièces ont été réutilisées.
L'église est desservie par les grands carmes. Elle est accordée aux carmélites en 1299 par le pape Boniface VIII ; leur propriété est confirmée en 1559. Dans l'église est enterré Angiolo Paoli, le père des pauvres, (Carmélite - 1642-1720) qui était vénéré partout à Rome pour son service des pauvres : il est béatifié le 25 avril 2010.
Il existe une crypte appelée catacombe de Priscille ; dans celle-ci est présente une mosaïque qui représente La Vierge et Saint-Sylvestre : elle est du VIe siècle.

## Décoration intérieure
D'autres transformations sont exécutées au XVIIe siècle par Filippo Gagliardi, notamment une série de fresques, des ajouts architecturaux, des retables, des paysages, des séries de scènes bibliques sous forme de fresques architecturales de Gaspard Dughet et Galgliardi. Il existe aussi une fresque peinte par Jan Miel représentant Saint-Cyril baptisant un sultan. 
Fabrizio Chiari a peint un baptême du Christ recouvert par Antonio Cavallucci. Giovanni Antonio Canini a peint un retable de la Sainte Trinité avec les saints Nicolas et Barthélémy. Le peintre maniériste Girolamo Muziano peint un retable de Saint- Albert. Galeazzo Leoncino peint une fresque du pape Sylvestre à l'occasion du concile tenu en 324 à San Martino.

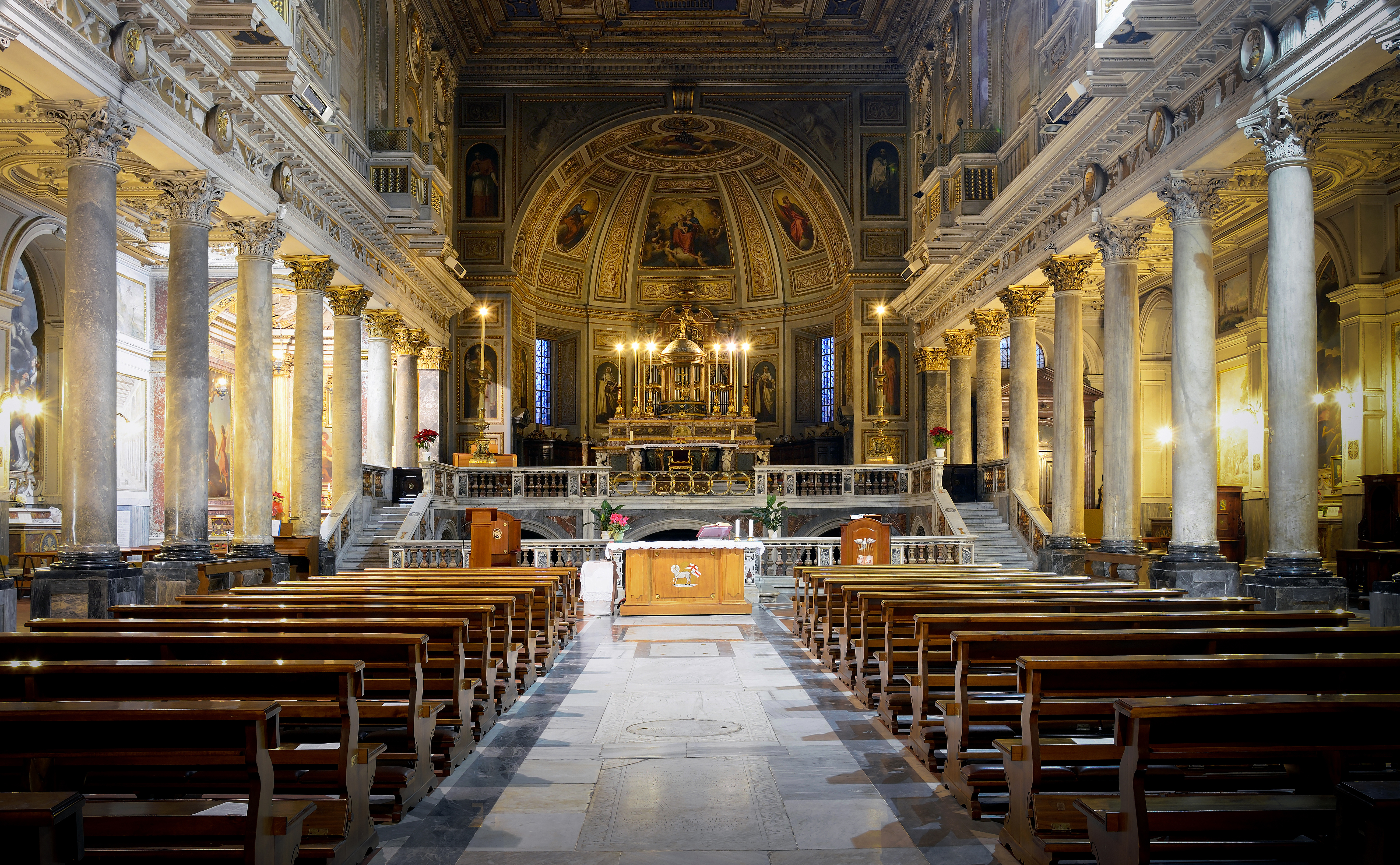
Intérieur de la basilique.

Pietro Testa a peint la vision de Saint-Ange de la carmélite dans le désert. Filippo Gherardi peint un retable de San Carlo Borromeo. Cannini peint également le martyre de saint Etienne. Chiari a également peint saint Martin partageant son manteau avec le mendiant. Giovanni Battista Creppi peint La vision de sainte Thérèse. Matteo Piccione a peint le retable de la vision de Pazzi Santa Maria Maddalena. Paolo Naldini peint les saints sur le registre supérieur de la nef (dans le sens antihoraire en commençant par la nef. Un "Daniele fiammingo" dont le nom de  Daniel Latre n'a pas pu être confirmé, ni son identité, a sculpté Saint-Antoine Abbé et Saint Jean-Baptiste dans les niches supérieures de la contre-façade, tandis que Naldini a sculpté les autres statues de la nef centrale.
L'intérieur est à trois nefs avec des colonnes antiques. Une lampe votive, réalisée en argent, est logée dans la sacristie : elle est considérée comme étant la tiare de Saint-Sylvestre. Sous l'autel majeur sont conservées les reliques des saints Artemius, Paulina et Sisinnius.